# Jana Lichnerová
Jana Lichnerová (ur. 15 lipca 1976 w Bratysławie) – słowacka koszykarka występująca na pozycji środkowej, reprezentantka kraju, olimpijka.

## Osiągnięcia
Na podstawie, o ile nie zaznaczono inaczej.

### NCAA
- Mistrzyni turnieju:
  - konferencji Atlantic 10 (1997, 1999)
  - Big 5 (1997, 1999, 2000)
- Koszykarka roku konferencji Atlantic 10 (2000)[4]
- Sportsmenka-studentka roku konferencji Atlantic 10 (2000)
- Laureatka nagród"
  - Patricia Ryan Unsung Hero Award (1997)
  - Reverend Emory Ross Academic Excellence Award (1997)
- Zaliczona do:
  - I składu: 
    - Atlantic 10 (2000)[4]
    - turnieju Atlantic 10 (1997, 1999)
    - Big 5 (1999, 2000)
    - Academic:
      - All-Big 5 (1999, 2000)
      - All-Atlantic 10 (2000)

  - III składu konferencji Atlantic 10 (1998)
  - galerii sław uczelni Saint Joseph's – Saint Joseph's University Women's Basketball Hall of Fame (2017)

### Drużynowe
- Mistrzyni:
  - ligi austriacko-słowackiej (2016)[5]
  - Austrii (2011–2018)[6][7][8][9][10][5][11][12]
- Wicemistrzyni Czech (2006, 2007)
- Brązowa medalistka mistrzostw Węgier (2003)
- Zdobywczyni Pucharu Austrii (2011–2018)[6][7][8][9][10][5][11][12]
- Finalistka Pucharu Czech (2007)
- Uczestniczka międzynarodowych rozgrywek:
  - Euroligi (2002/2003, 2005–2007)
  - Eurocup (2011/2012, 2015/2016)

### Indywidualne
(* – nagrody przyznane przez portal eurobasket.com)
- MVP sezonu ligi austriackiej (2012)[7]
- Najlepsza środkowa ligi austriackiej (2011, 2012)*[6][7]
- Zaliczona do I składu ligi austriackiej (2011, 2012)*[6][7]

### Reprezentacja
Seniorska
- Uczestniczka:
  - igrzysk olimpijskich (2000 – 7. miejsce)[13][14]
  - mistrzostw Europy (2001 – 8. miejsce, 2003 – 7. miejsce)[15][16]
  - kwalifikacji do Eurobasketu (2001, 2003)

Młodzieżowe
- Uczestniczka mistrzostw Europy:
  - U–18 (1994 – 6. miejsce)
  - U–16 (1993 – 4. miejsce)